# 鳴沢ゴルフ倶楽部
鳴沢ゴルフ倶楽部（なるさわゴルフくらぶ）は、山梨県南都留郡にあるゴルフ場である。

## 概要
「鳴沢ゴルフ倶楽部」は、山梨県中南部の郡内地方、静岡県の県境の富士山北麓に位置し、富士箱根伊豆国立公園の富士山地域に指定されている、五湖台（足和田山）、三湖台、道の駅なるさわ、御庭・奥庭など富士山の景勝地が多く、富士山がある風景100選に選定されているそうした他所にはない恵まれたロケーションの所にある。
1990年（平成2年）代初期、新たなゴルフ場の建設に向けて、建設用地の南都留郡鳴沢村地区に、コース設計は塩田勇昭に、監修をブライアン・ジョーンズに依頼し、18ホール規模のゴルフ場の造成工事が着工され、 1993年（平成5年）5月12日、「鳴沢ゴルフ倶楽部」18ホールの造成工事が完了し、開場された。
ブライアン・ジョーンズは、1951年（昭和26年）、オーストラリア生、1980年（昭和55年）代、日本ツアーで活躍したオーストラリア人プレーヤーである。1977年（昭和52年）に開催の第5回「KBCオーガスタゴルフトーナメント」、1985年（昭和60年）、1987年（昭和62年）、1988年（昭和63年）に開催の「三菱ギャラントーナメント」などの日本ツアー通算11勝の実績がある。
鳴沢ゴルフ倶楽部は、都心から1時間以内、富士山麓のなだらかな地形に広がる、全体的にはフラットな林間コースである。各ホールは赤松と白樺にセパレートされ、自然美に恵まれた景観と素晴らしいレイアウトをあわせ持っている。名物ホールとしては、アウトコース8番は逆さ富士が池に映るホールとして知られており、東日本を代表するホールのひとつである。
コースは、フェアウェイは広いが要所に池が配されショットに正確性を求められる、グリーンは大きめのベントの1グリーンである。アウトコース、インコースとも最終ホールに大きな池がグリーン近くに横たわる美しい景観のゴルフ場である。標高約1100ｍにあるため夏でもさわやかな爽快なゴルフが楽しめる。

## 所在地
〒401-0320 山梨県南都留郡鳴沢村5224番地

## コース情報
- 開場日 - 1993年5月12日
- 設計者 - 塩田 勇昭、ブライアン・ジョーンズ（監修）
- コースタイプ - 林間コース
- コース - 18ホールズ、パー72、7,017ヤード、コースレート72.4
- フェアウェー - コウライ
- ラフ - ノシバ
- グリーン - 1グリーン、ベント（ペンクロス）
- ハザード - バンカー92、池が絡むホール7
- ラウンドスタイル - 全組キャディ付、歩いてのラウンド、1組4人が原則、状況によりスリーサム可、歩き電動カート
- 練習場 - 14打席250ヤード
- 休場日 - 12月中旬-3月中旬までクローズ[3]

## ギャラリー
- コース - [4]
- ハウス - [5]

## 交通アクセス
鉄道
- 富士急行 - 河口湖駅より タクシー利用 約15分[6]

道路
- 中央自動車道 - 河口湖ICより 8km 約10分
- 東名高速道路 - 御殿場ICより 39km 約40分[6]

## 関連文献
- 『ゴルフ場ガイド 東版』、2006-2007、「鳴沢ゴルフ倶楽部」、東京 ゴルフダイジェスト社、2006年5月